# Újradna község
Újradna község (románul: Comuna Șanț) község Beszterce-Naszód megyében, Romániában. Központja Újradna, hozzá tartozik Máriavölgy.

## Népessége
A 2011-es népszámlálás adatai alapján a község népessége 3228 fő volt.